# Hoya (cantante)
Lee Ho-won (en hangul, 이호원; en hanja, 李浩沅; Busan, 28 de marzo de 1991), también conocido como Hoya, es un cantante, rapero y actor surcoreano. Fue el bailarín principal, vocalista y rapero del grupo de 7 integrantes INFINITE que debutó en el 2010 bajo la agencia Woollim Entertainment hasta el año 2017.

## Biografía
Hoya nació en Busan, Corea Del Sur el 28 de marzo de 1991. 
Abandonó sus estudios durante su primer año de secundaria para seguir su sueño de ser cantante. Hoya audicionó después de abandonar sus estudios y terminó siendo reclutado por su actual agencia, Woollim Entertainment. Anteriormente fue aprendiz de la agencia JYP Entertainment.
A principios de enero del 2019 se anunció que ese mismo año comenzaría su servicio militar obligatorio, el cual finalizó el 6 de diciembre del 2020.

## Carrera

### Televisión
El 30 de abril de 2012, fue brevemente anunciado que Hoya haría su debut como actor a través del drama de TVN "Reply 1997", donde interpretó el rol de Kang Joon Hee, un joven  quién secretamente estaba enamorado de un personaje muy interesante. 
En noviembre de 2017 se unió al elenco recurrente de la serie Two Cops donde interpreta al joven detective Dokgo Sung-hyeok, un oficial de la unidad de crímenes violentos, hasta ahora.
En mayo del 2018 se anunció que se había unido al elenco de la serie Diabolic Happiness.
El 9 de agosto del 2019 se unió al elenco principal de la serie Hip Hop King: Nassna Street (también conocida como "Hip-Hop King") donde dio vida a Bang Young-baek, hasta el final de la serie el 13 de septiembre del mismo año.
A finales de abril de 2021 se anunció que se uniría al elenco de la serie A Ghost Story.

### Música
En diciembre del 2012 Hoya participó en el proyecto The Color of Kpop donde formó parte de la unidad "Dynamic BLACK" que se presentó en SBS Gayo Daejun junto a Lee Gi-kwang, Jeong Jin-woon, Lee Joon y L.Joe donde interpretaron la canción Yesterday compuesta por Shinsadong Tiger y LE.
En enero del 2013, Hoya, junto con Dongwoo, debutaron como Infinite H, la primera subunidad oficial de Infinite. Ellos lanzaron su primer miniálbum Fly High.

#### Infinite
Hoya hizo su debut en el 2010 como rapero y bailarín principal de INFINITE.

#### Solista
El 27 de febrero de 2018 se anunció que regresaría como solista y lanzaría su primer miniálbum titulado "HOYA" en marzo del mismo año.

## Filmografía

### Series de televisión
| Año     | Título                      | Papel            | Cadena      | Notas             | Ref.          |
| ------- | --------------------------- | ---------------- | ----------- | ----------------- | ------------- |
| 2012    | Reply 1997                  | Kang Joon Hee    | tvN         |                   |               |
| 2013    | Reply 1994                  | Kang Joon Hee    | tvN         | (cameo)           |               |
| 2014    | My Lovely Girl              | Kang Rae Hoon    | SBS         |                   |               |
| 2015    | Mask                        | Byun Ji Hyuk     | SBS         |                   |               |
| 2017-18 | Two Cops                    | Dokgo Sung-hyeok | MBC TV      | elenco recurrente |               |
| 2018    | Devilish Charm              | Sung Ki-joon     | MBN, Dramax | elenco principal  |               |
| 2019    | Hip Hop King: Nassna Street | Bang Young-baek  | SBS         | elenco principal  | [ 14 ] [ 15 ] |
| 2021-   | A Ghost Story               |                  | Netflix     | elenco principal  |               |
| 2024-25 | Check-in Hanyang            | Kim Myeong-ho    | Channel A   |                   | [ 16 ] [ 17 ] |

### Películas
| Año  | Título                                                  | Papel      | Ref.   |
| ---- | ------------------------------------------------------- | ---------- | ------ |
| 2012 | INFINITE Concert Second Invasion Evolution The Movie 3D | Él mismo   |        |
| 2014 | Grow: Infinite's Real Youth Life                        | Él mismo   |        |
| 2016 | Hiya                                                    | Lee Jin Ho |        |
| 2022 | Seoul Ghost Story                                       |            | [ 18 ] |

### Programas de variedades
| Año             | Programa                  | Notas                                                       |
| --------------- | ------------------------- | ----------------------------------------------------------- |
| 2018 - presente | Inmortal Song             | [ 19 ] [ 20 ] [ 21 ]                                        |
| 2018            | Dancing High              | entrenador de baile - junto a Lee Gi-kwang y Lee Seung-hoon |
| 2018            | You Hee-yeol's Sketchbook | invitado - junto a Lia Kim                                  |
| 2018            | King of Mask Singer       | 2 episodios (Ep. #149-150) - participó como "Carillon"      |
| 2017            | Radio Star                | invitado                                                    |
| 2016            | Hit the Stage             | 4 episodios - (Ep. #1-4) - concursante                      |
| 2014            | Cool Kiz on the Block     | 5 episodios - (Ep. #46-50, 52) - miembro                    |
| 2013            | Hello Counselor           | Ep. #109 - invitado                                         |
| 2011            | Wara Store                | Él mismo                                                    |

### Teatro / musicales
| Año         | Obra                     | Papel        | Notas          |
| ----------- | ------------------------ | ------------ | -------------- |
| 2021        | Swag Age: Shout, Joseon! | Dahn         | teatro musical |
| 2017 - 2018 | Hourglass                | Baek Jae-hee | teatro musical |

### Aparición en videos musicales
| Año  | Artista       | Título            |
| ---- | ------------- | ----------------- |
| 2013 | Zia & Davichi | "If You Loved Me" |
| 2013 | Tasty         | "MAMAMA"          |
| 2014 | Eric Nam      | "Ooh Ooh"         |
| 2015 | Lovelyz       | "Ah-Choo"         |

### Revistas / sesiones fotográficas
| Año  | Título           | Notas                                        |
| ---- | ---------------- | -------------------------------------------- |
| 2016 | InStyle Magazine | junto a Ahn Bo-hyun - (publicación de marzo) |
| 2016 | Cine21 Magazine  | junto a Ahn Bo-hyun - (vol. 1045)            |

### Anuncios
- Samsung "GALAXY PLAYER
- Elite Uniform (Con IU)
- SK Telecom CF
- NatuurPOP
- NIKE 1st Look
- Pepsi
- Diesel Watch

## Discografía

### Colaboraciones
| Año  | Canción                    | Álbum                                    | Notas                               |
| ---- | -------------------------- | ---------------------------------------- | ----------------------------------- |
| 2012 | Yesterday                  | 2012 SBS Gayo Daejun The Colors Of K-Pop | Con Dynamic Black                   |
| 2014 | Ooh Ooh                    | Non album-single                         | Con Eric Nam                        |
| 2014 | Need You Now               | Fantastic                                | Con Henry Lau                       |
| 2014 | Pretending I'm Okay        | 4 Things Show Special Single             |                                     |
| 2015 | Not Tomorrow but Right Now | DMZ Peace Concert Special Stage          | Con L, Eunji y Kim Nam-joo (A Pink) |